# José Cerviño Cerviño

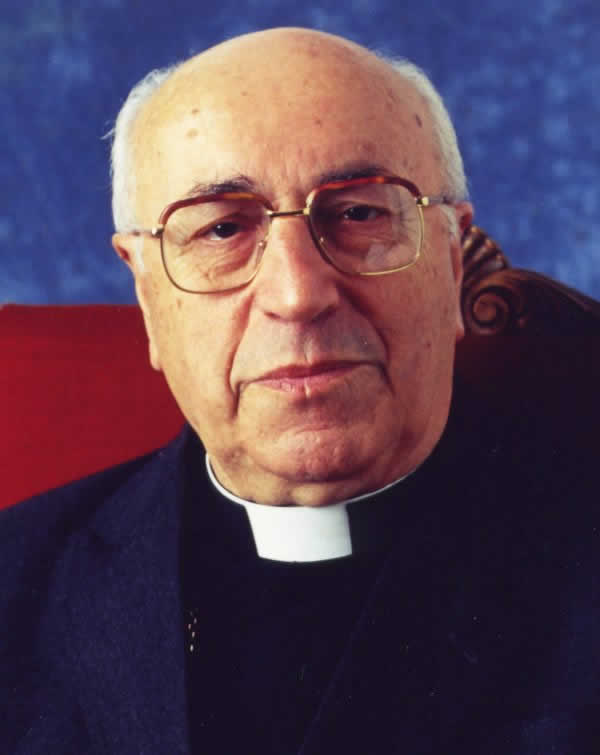
José Cerviño Cerviño

José Cerviño Cerviño (* 21. August 1920 in Aldán, Spanien; † 18. April 2012 in Vigo) war ein spanischer Geistlicher und römisch-katholischer Bischof von Tui-Vigo.

## Leben
José Cerviño Cerviño, jüngstes von zwölf Kindern, studierte Philosophie am Priesterseminar in Tui und Katholische Theologie im Seminar in Santiago de Compostela. Am 6. April 1946 empfing er die Priesterweihe. An der Päpstlichen Universität von Salamanca erwarb er einen Abschluss in Kirchenrecht.
Er war 1946/47 Pfarradministrator in der Pfarre San Miguel dos Agros in Santiago de Compostela und Kaplan der Katholischen Aktion. Zwischen 1949 und 1952 war er Herausgeber der Zeitschrift Ultreia. Er war Rektor der Priesterseminare in Tui (1949–1953) und Santiago (1955–1968). Von 1964 bis 1968 war er Kanoniker an der Kathedrale von Santiago de Compostela; zudem lehrte er an der Universität Santiago de Compostela.
Papst Paul VI. ernannte ihn am 4. Juni 1968 zum Titularbischof von Benepota und zum Weihbischof im Erzbistum Santiago de Compostela. Der Erzbischof von Santiago de Compostela, Fernando Kardinal Quiroga y Palacios, spendete ihm am 28. Juli 1968 die Bischofsweihe; Mitkonsekratoren waren die Weihbischöfe Maximino Romero de Lema und José Guerra Campos aus Madrid.
Am 8. November 1976 wurde er durch Paul VI. zum Bischof von Tui-Vigo ernannt. Am 7. Juni 1996 nahm Papst Johannes Paul II. seinen altersbedingten Rücktritt an.
José Cerviño Cerviño war Vorsitzender der Kommission für die Liturgie in galicischer Sprache und Vorsitzender der Gemeinsamen Kommission für die Denkmalpflege der Kirche in Galicien. Er war in der spanischen Bischofskonferenz (CEE) Mitglied der Kommission für die Priesterseminare (1968–1981), Wohlfahrt und soziale Entwicklung (1975–1978) und Vorschriften (1978–1981, 1987–1996). Des Weiteren gehörte er dem Ausschuss für Liturgie (1978–1981), Missionen und Zusammenarbeit zwischen den Kirchen (1981–1990) und des kulturellen Erbe an. Von 1992 bis 1975 war er Mitglied des Ständigen Kommission der CEE.